# Stavgang
Stavgang (engelsk: Nordic walking) er en motionsform, som ligner gang, men suppleres med to stave som hjælpemiddel.
Stavene giver en øget træningseffekt, da arme og overkrop bliver aktiveret under gangen, samtidig øger stavene stabiliteten af kroppen under træningen og skåner leddene, særligt knæene. Takket være stavene bliver pulsen højere, og kalorieforbrændingen øges, fordi musklerne i armene aktiveres og bruges til at skubbe kroppen fremad.[kilde mangler] Samtidig udmærker stavgang sig ved at være konditionstræning, hvor alle kroppens muskler er i aktion, og ydermere er stavgang skånsom træning for kroppens led i forhold til fx løb. 
De anvendte stave er forsynet med et håndgreb, der kan være have en strop eller handske samt spidser, som kan være udskiftbare, således at de kan tilpasses den type underlag, man går på.
Den korrekte stavhøjde kan beregnes på følgende måde med udgangspunkt i den udøvende persons højde i cm:
Formel og beregning
Længde af stav = ((personhøjde i cm) x 0,66) med en tolerance på plus/ minus 5 cm.[kilde mangler] Det vil sige, at til 170 cm høj person passer stave med en længde på 170 x 0,66 = ca. 112 cm plus/minus 5 cm.
Det var oprindeligt langrendsløbere, der begyndte på stavgang som træningsmetode om sommeren. Senere blev metoden udviklet til decideret fitnesstræning med særligt træningsudstyr. Stavgang/Nordic Walking blev lanceret i Finland, og blev i løbet af få år særdeles populært. I dag er stavgang/Nordic Walking en velkendt og meget udbredt fitness-aktivitet – også i Danmark.[kilde mangler]